# Кэссетт, Мэри Стивенсон
Мэ́ри Сти́венсон Кэ́ссетт, Касса́тт (англ. Mary Stevenson Cassatt; 22 мая 1844, Аллегейни [ныне в черте Питтсбурга], Пенсильвания — 14 июня 1926, Париж) — американский живописец и график, одна из четырёх «великих дам» импрессионизма.
Она прожила большую часть своей жизни во Франции, была дружна с Эдгаром Дега. Мотивом для её полотен послужили образы социальной и личной жизни женщин, с особым упором на тесную связь матерей и детей.

## Ранний период
Кэссетт родилась в городе Аллегейни, штат Пенсильвания, являющемся в настоящее время частью Питтсбурга. Её отец, Роберт Симпсон Кэссетт, был успешным биржевым брокером, а её мать, Кэтрин Джонстон Келсо, была родом из семьи банкиров. Мэри Кэссетт росла в семье, где поездки за рубеж считались неотъемлемой частью образования; в десять лет она уже побывала во многих столицах Европы, включая Лондон, Париж, Дармштадт и Берлин.

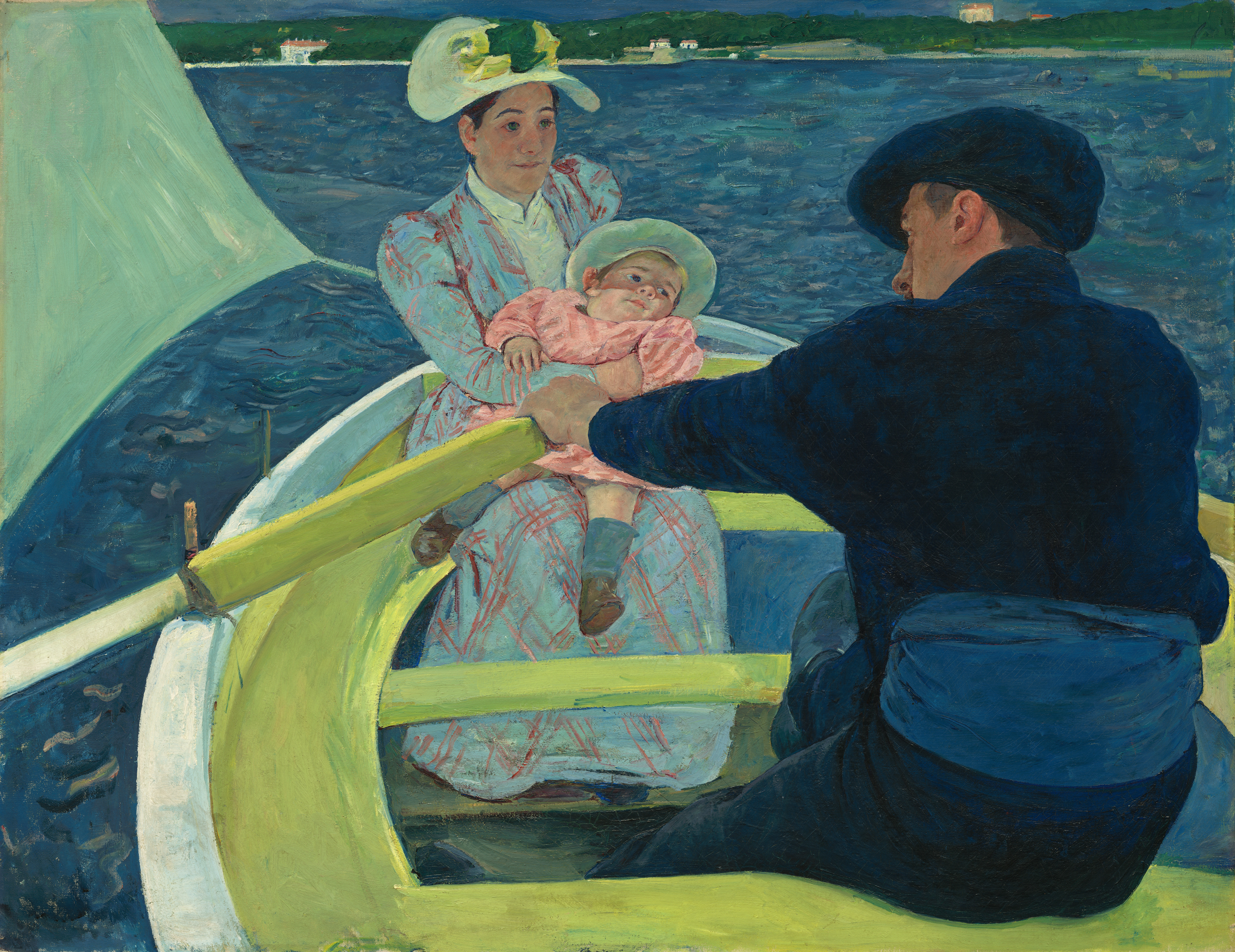
Прогулка на лодке 1893-94, Национальная галерея искусства, Вашингтон

Несмотря на то, что семья Мэри возражала против её желания стать профессиональной художницей, она начала изучать живопись в Пенсильванской Академии изящных искусств в Филадельфии (1861–1865). Нетерпимая к неспешному темпу обучения и покровительственному отношению со стороны мужской половины студенчества и преподавателей, она решила продолжить изучение самостоятельно, и в 1866 году она переехала в Париж.
Вернувшись в Соединенные Штаты в начале франко-прусской войны, Кэссетт проживала со своей семьей, но в то время в небольшом городке было трудно найти меценатов для поддержки её занятий живописью и модели для рисования. Её отец продолжал сопротивляться выбранному ею ремеслу и оплачивал только её основные жизненные потребности. Она вернулась в Европу в 1871 году, когда архиепископ Питтсбургский Мигель Доменек поручил ей сделать копии картин в Италии, после чего она смогла свободно путешествовать по всей Европе.

## Импрессионизм

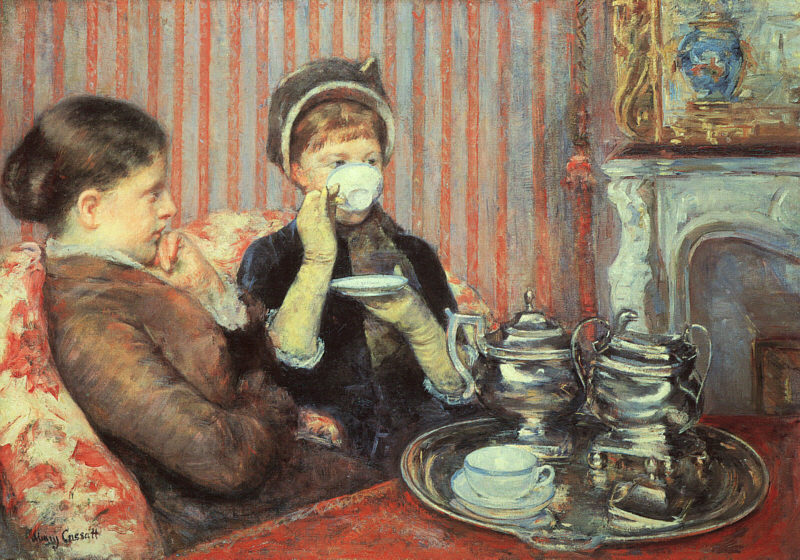
Чай. 1880. Музей изящных искусств, Бостон

После самостоятельного обучения в крупных европейских музеях, её стиль стал более зрелым к 1872 году, и в Париже она изучала живопись вместе с Камилем Писарро.
В 1872 году жюри Парижского салона допустило к показу её первое полотно. Критики утверждали, что цвета её полотен слишком ярки, и что её портреты слишком точны для того, чтобы соответствовать оригиналу.
Увидев пастели Эдгара Дега в окне магазина по продаже картин, она поняла, что была не одинока в своём мятеже против Салона. «Мне пришлось подойти и прижать нос к окну, чтобы впитать всё, что я смогла бы, из его живописи», — писала она к другу. «Это изменило мою жизнь. Я увидела искусство таким, каким я хотела его увидеть». Она встретилась с Дега в 1874 году, он пригласил её участвовать в выставке импрессионистов, и её работы были выставлены на экспозиции в 1879 году.
Будучи активным членом движения импрессионистов до 1886 года, она оставалась другом Дега и Берты Моризо. Как и Дега, Кэссетт стала чрезвычайно искусной в использовании пастели, в конечном счёте выполняя многие свои полотна в этой технике.

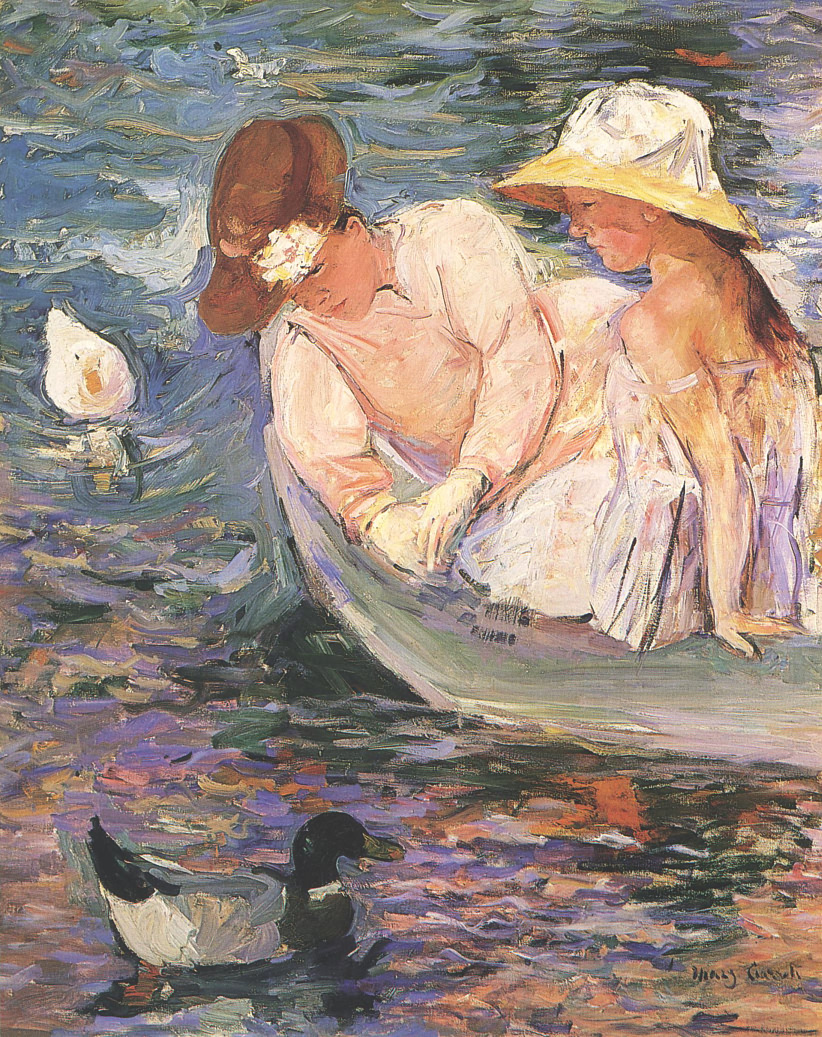
Летняя пора (деталь) ок. 1894, Музей Арманда Хаммера, Лос-Анджелес

Вскоре после первых успехов импрессионистов Кэссетт бросила живопись, чтобы ухаживать за своей матерью и сестрой, которые заболели после переезда в Париж в 1877 году. Её сестра скончалась в 1882 году, но мать поправилась, и Кэссетт возобновила занятия живописью в середине 1880-х годов.
Её стиль изменился, и она отошла от импрессионизма к более простому, прямому стилю. С 1886 года, она больше не отождествляла себя с каким-либо движением и пробовала различные стили. Серия строго написанных, тонко подмеченных, не сентиментальных картин о матери и ребёнке является основной темой её наиболее известных работ.
В 1891 году она выставила серию весьма оригинальных цветных литографий, в том числе «Купающаяся» и «Прическа», вдохновленных работами японских мастеров, показанными в Париже за год до этого.

## Поздний период
1890-е годы стали для Кэссетт самым оживлённым и творческим периодом в её жизни. Ей подражали молодые американские художники, нуждавшиеся в её советах и поддержке. Среди них была Люси A. Бэкон, которую Кэссетт представила Камилю Писсарро. В начале XX века она работала консультантом у крупных коллекционеров произведений искусства и во многом способствовала тому, чтобы они передавали свои коллекции американским музеям изобразительных искусств. Признание её собственных работ в Соединенных Штатах шло медленными темпами.
В 1906 году умер брат Мэри Кэссетт, Александр Кэссетт (председатель Пенсильванских железных дорог). После смерти брата она не брала кисти в руки до 1912 года.
Во время поездки в Египет в 1910 году Мэри Кэссетт была поражена красотой этой древней страны. С диагнозами диабет, ревматизм, невралгия, катаракта, поставленными ей в 1911 году, она не оставляет живописи, но после 1914 года почти ослепшая Кэссетт все же была вынуждена прекратить писать. Тем не менее, она продолжала активно участвовать в движении за избирательные права для женщин, и в 1915 году, показала восемнадцать своих работ на выставке в поддержку движения.
В знак признания её вклада в искусство, она в 1904 году получила орден Почётного легиона. Мэри Кэссетт скончалась 14 июня 1926 года в Шато де Бофрене, близ Парижа, и была похоронена в семейном склепе.
В 2005 году её картины[какие?] были проданы за 2,87 миллиона долларов.

## Прочее
22 мая 2009 года в честь дня рождения Мэри Кэссетт веб-сайт Google изменил свою главную страницу, где разместил надпись «Google» с фрагментом её полотна «Купание» (1893).

## Галерея

Некоторые работы
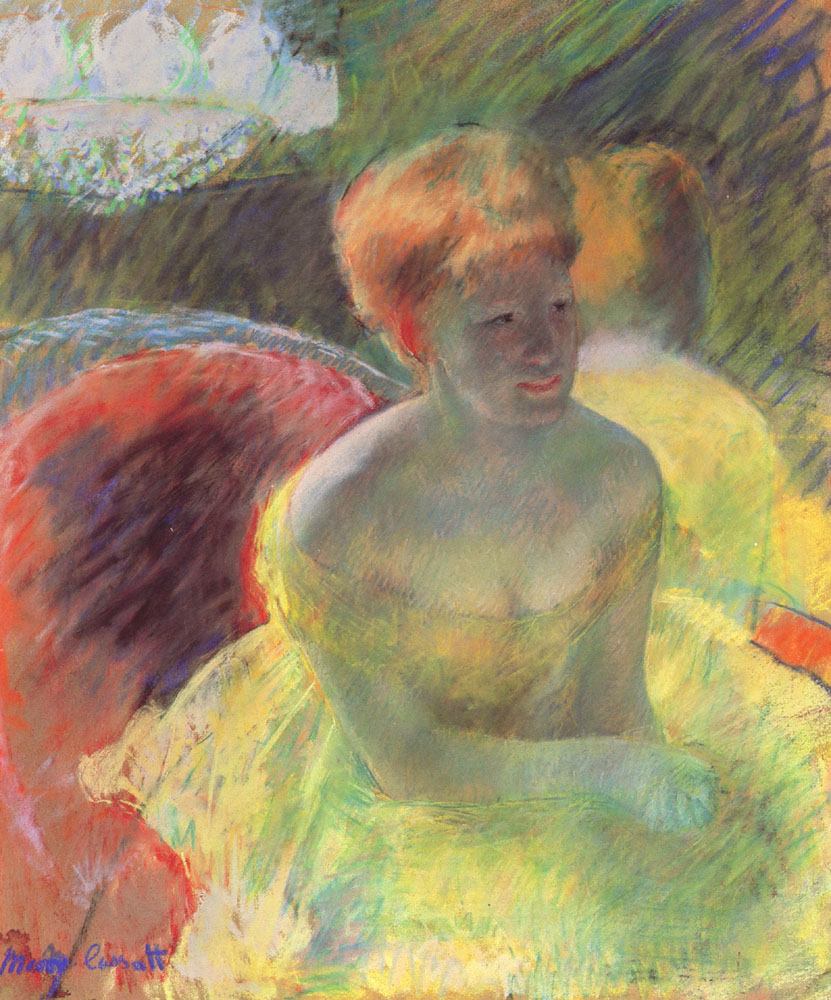
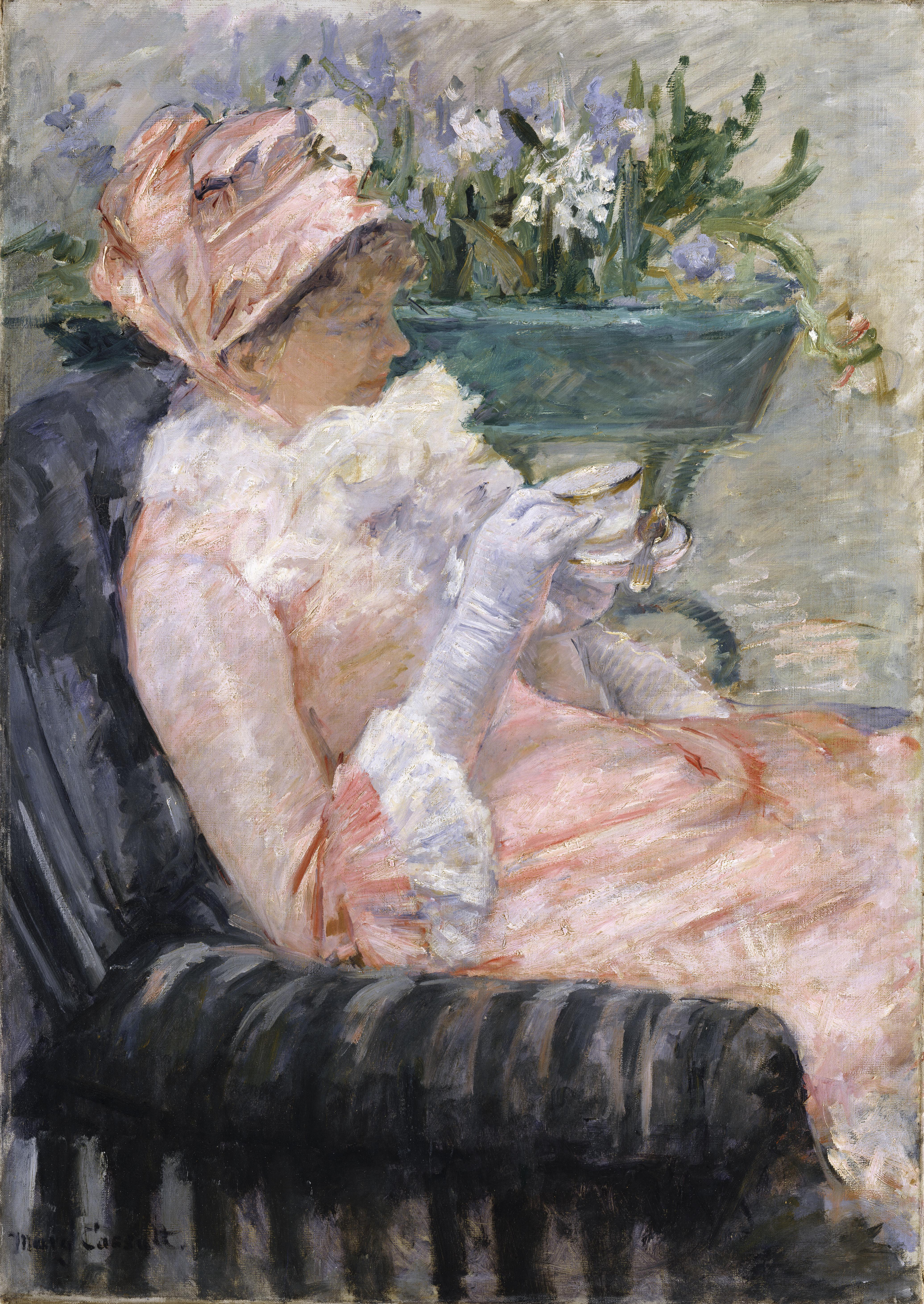
Чашка чая
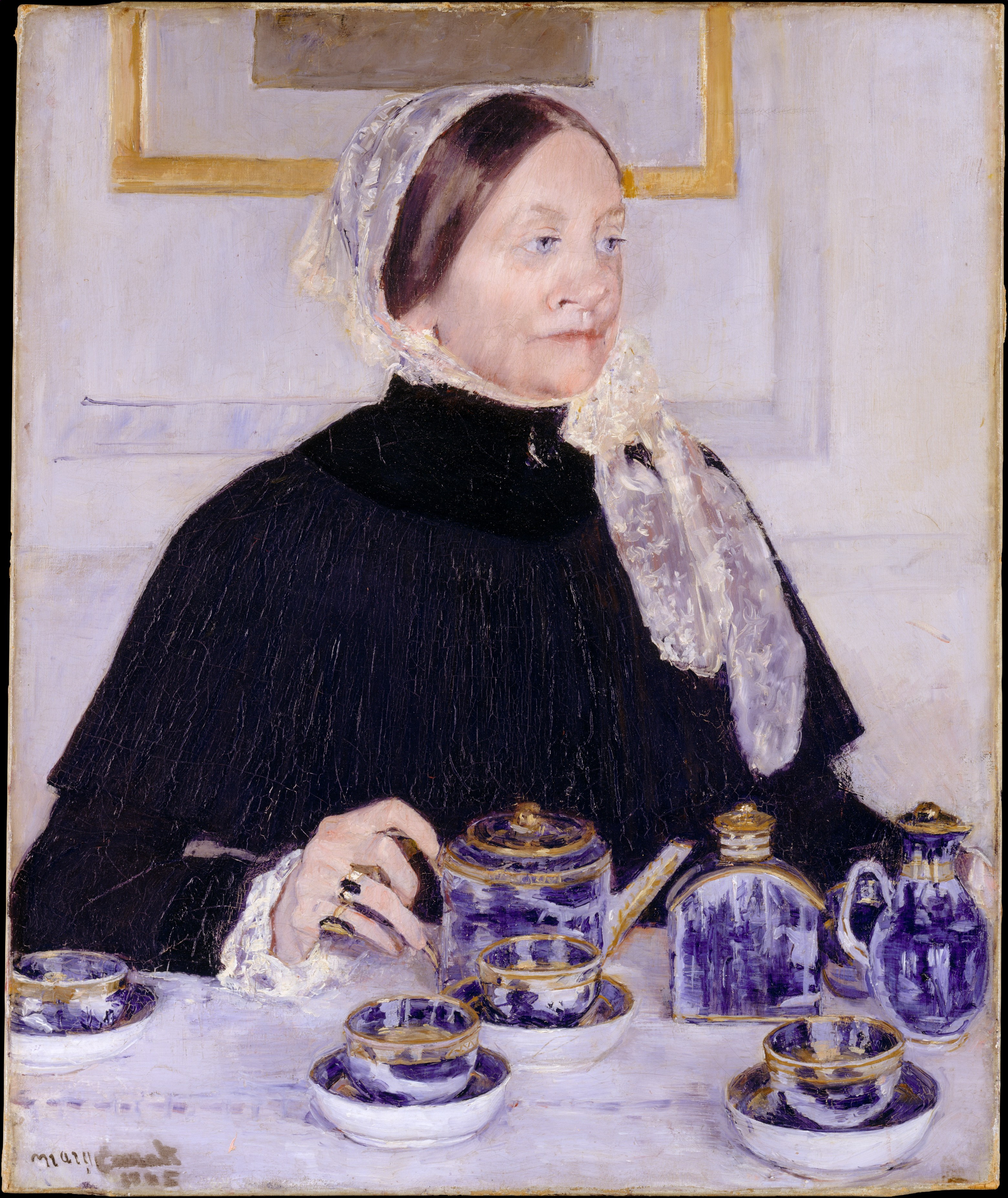
Леди за чайным столом
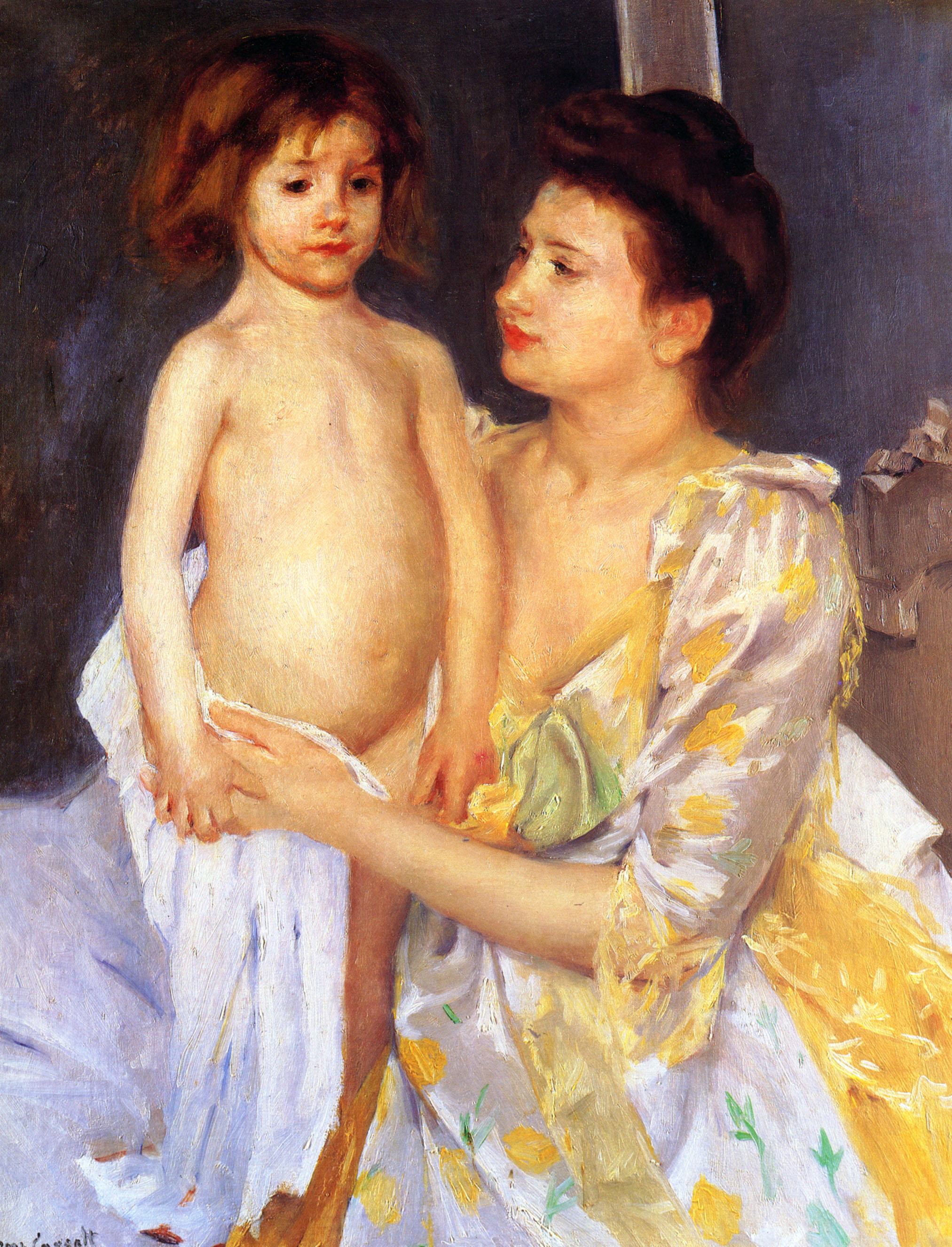
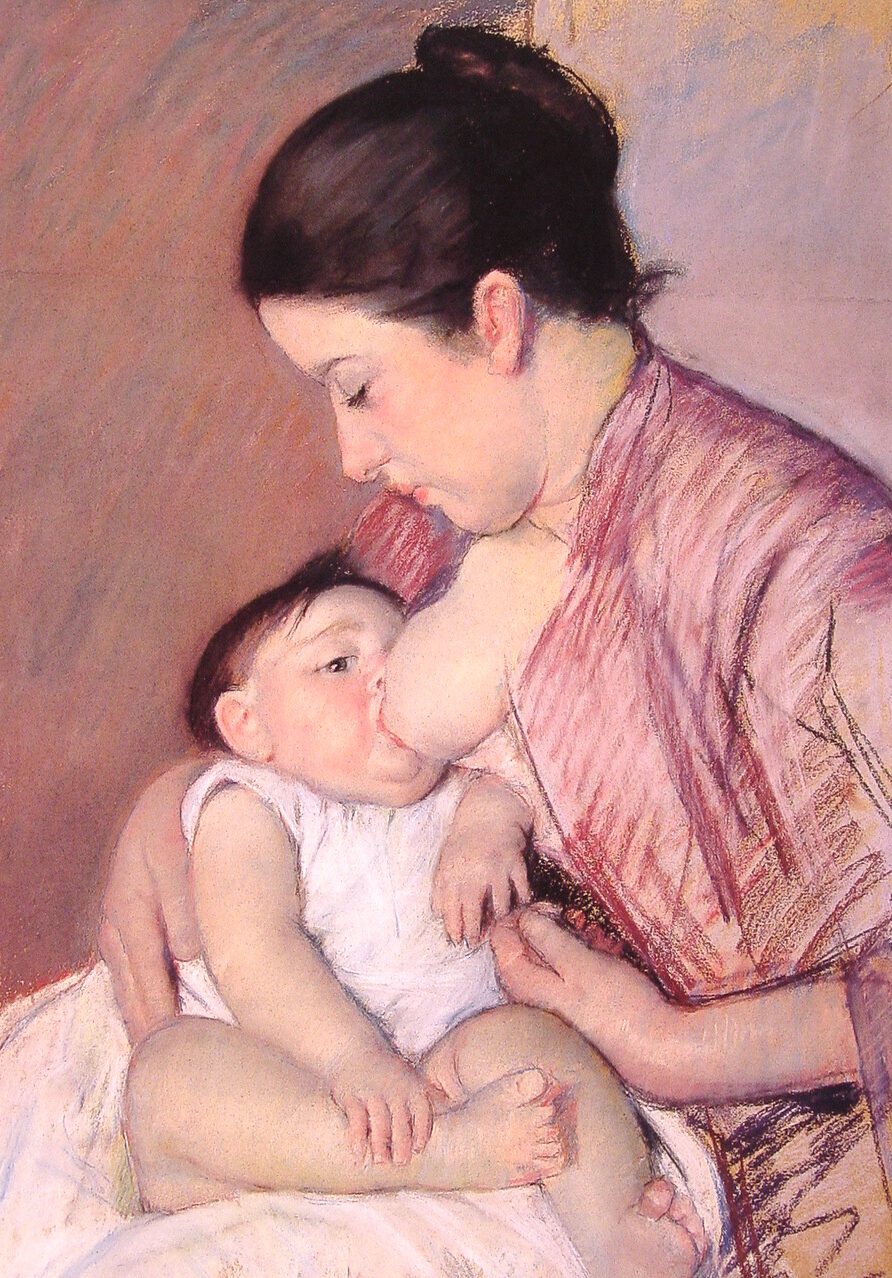
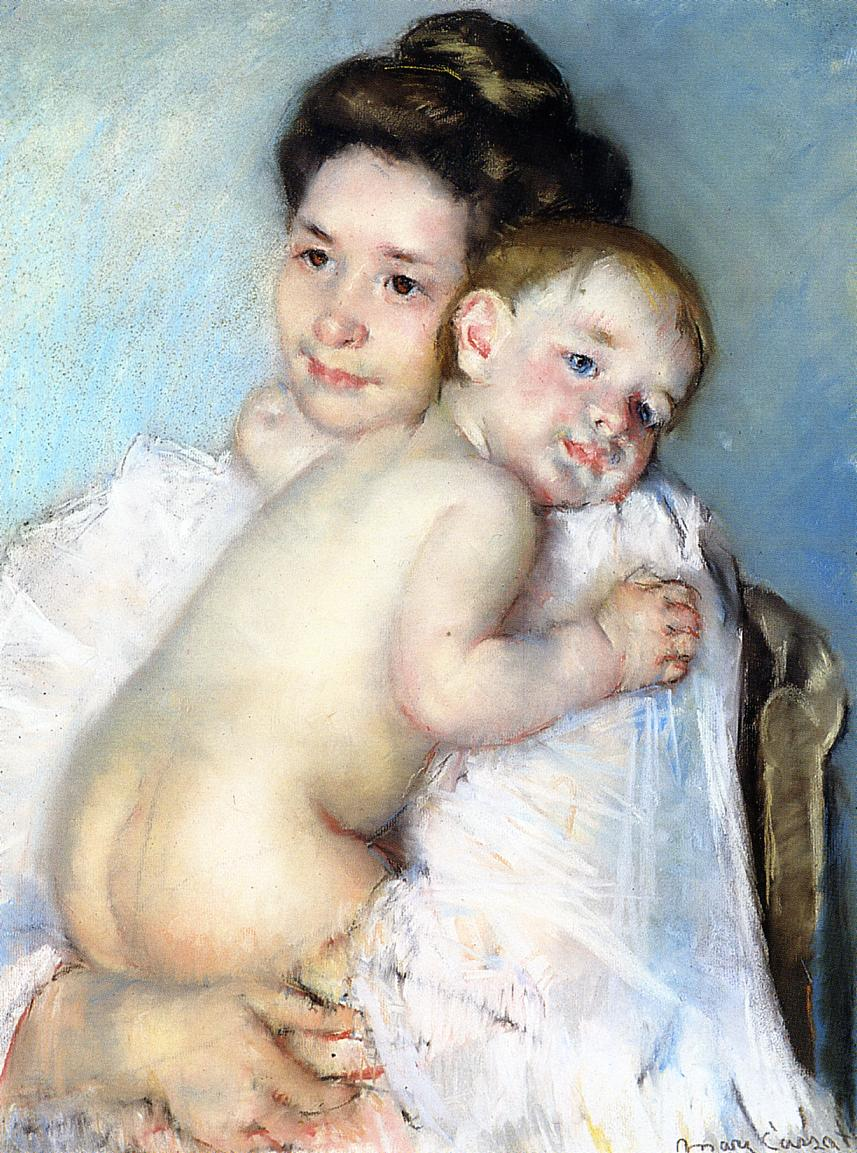
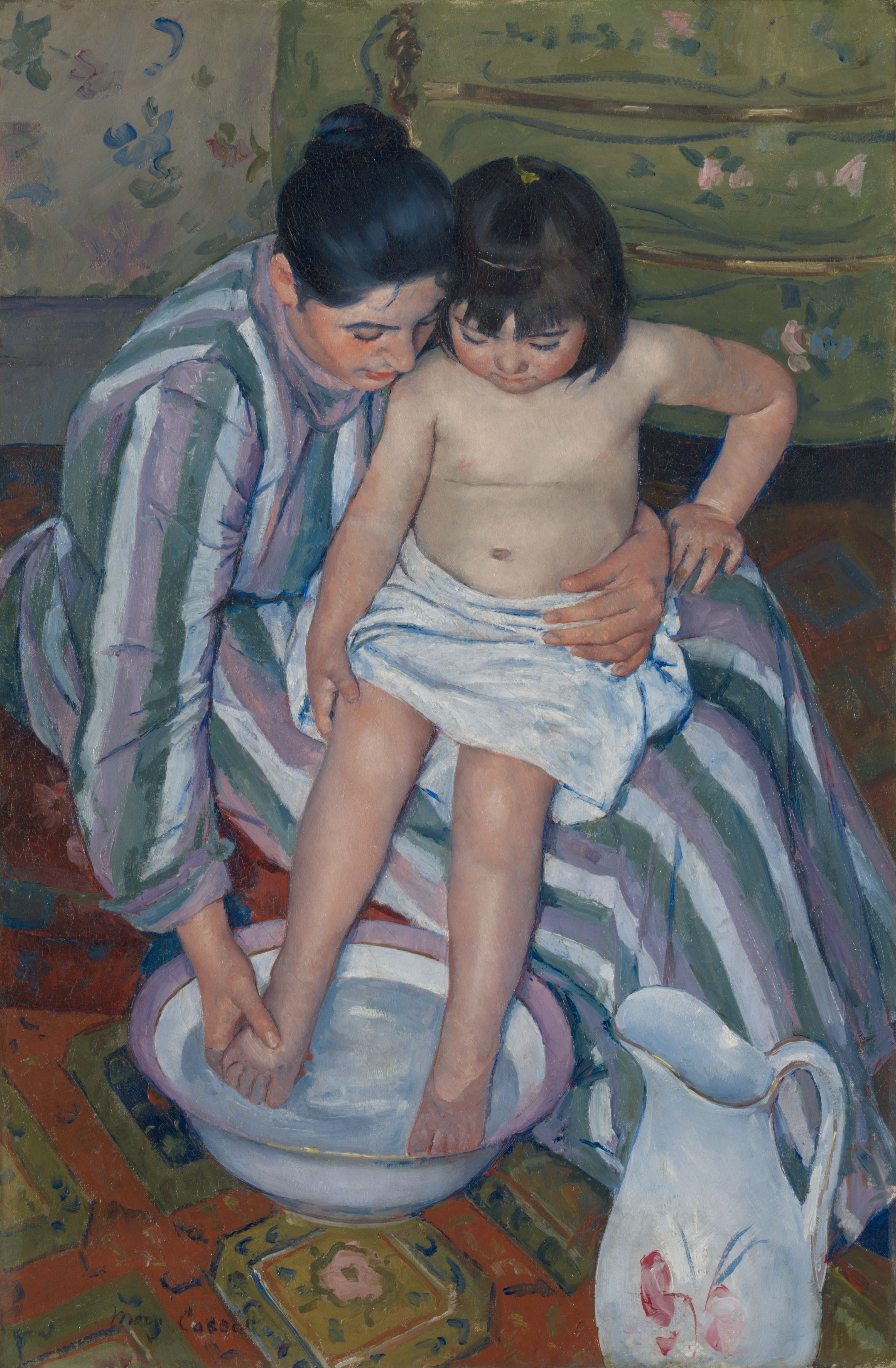
Купание ребёнка
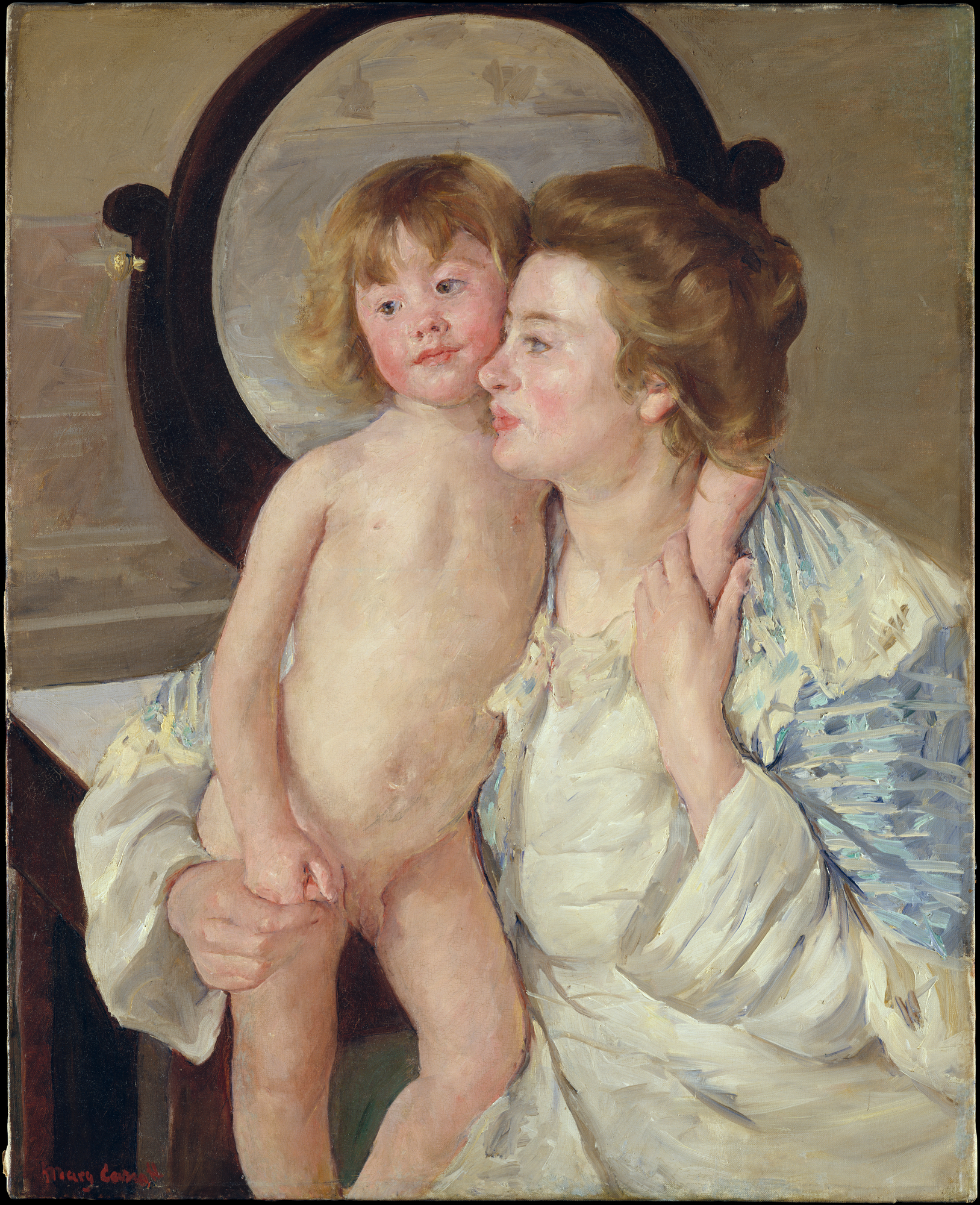
Мать и дитя (Овальное зеркало)
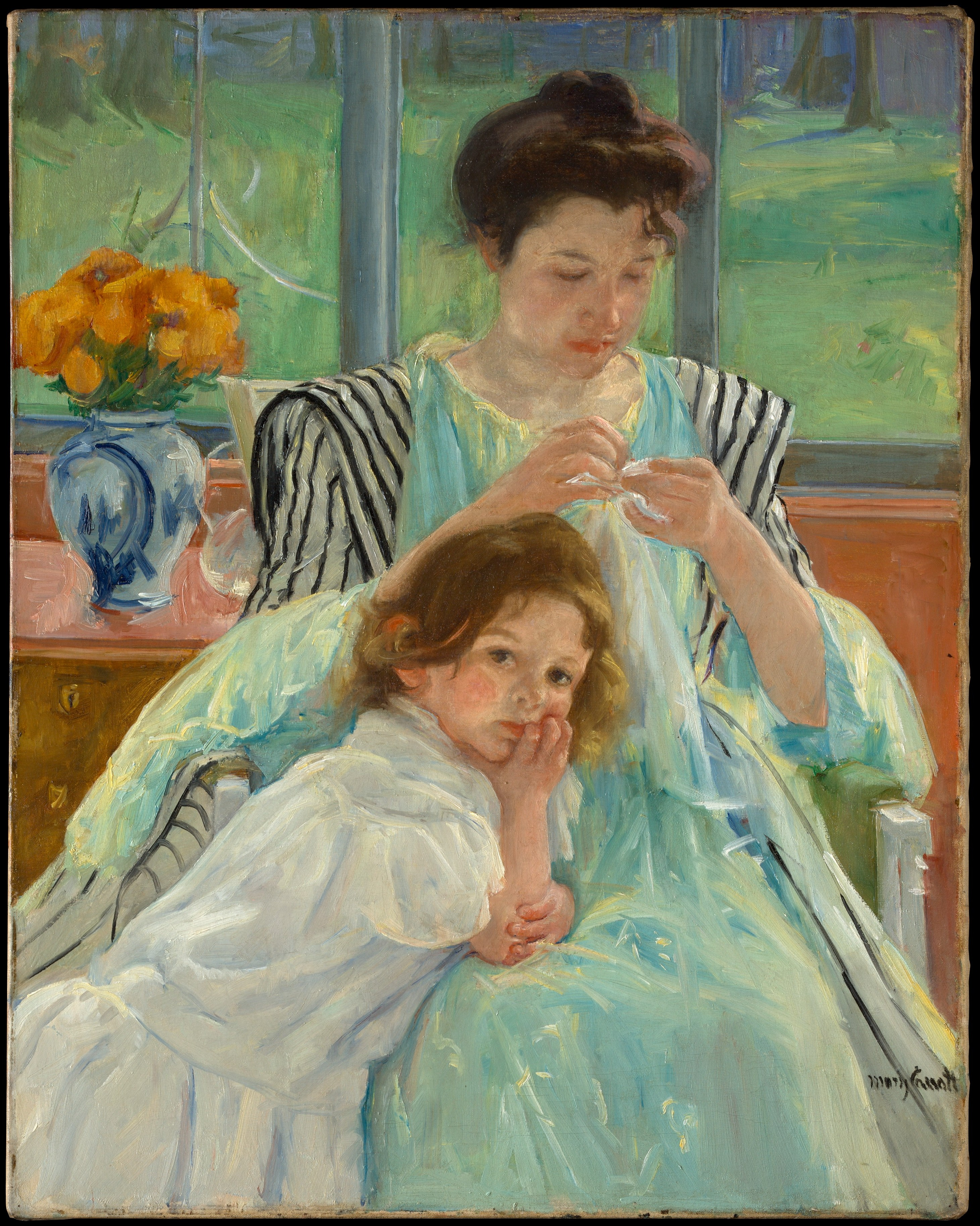
Молодая мать за шитьём

Память
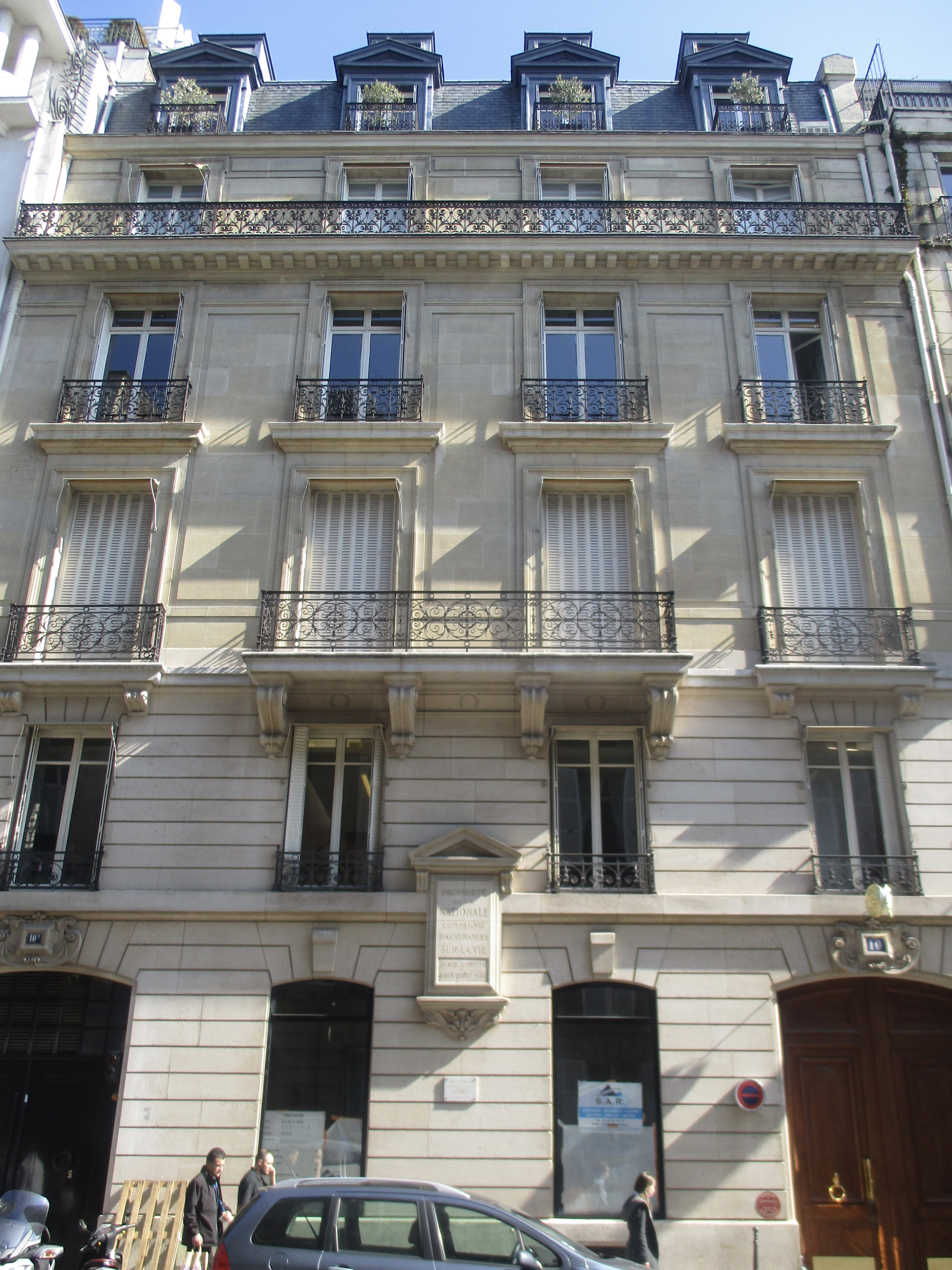
Дом в Париже на Рю-де-Мариньян[фр.], где она жила с 1887 года до смерти
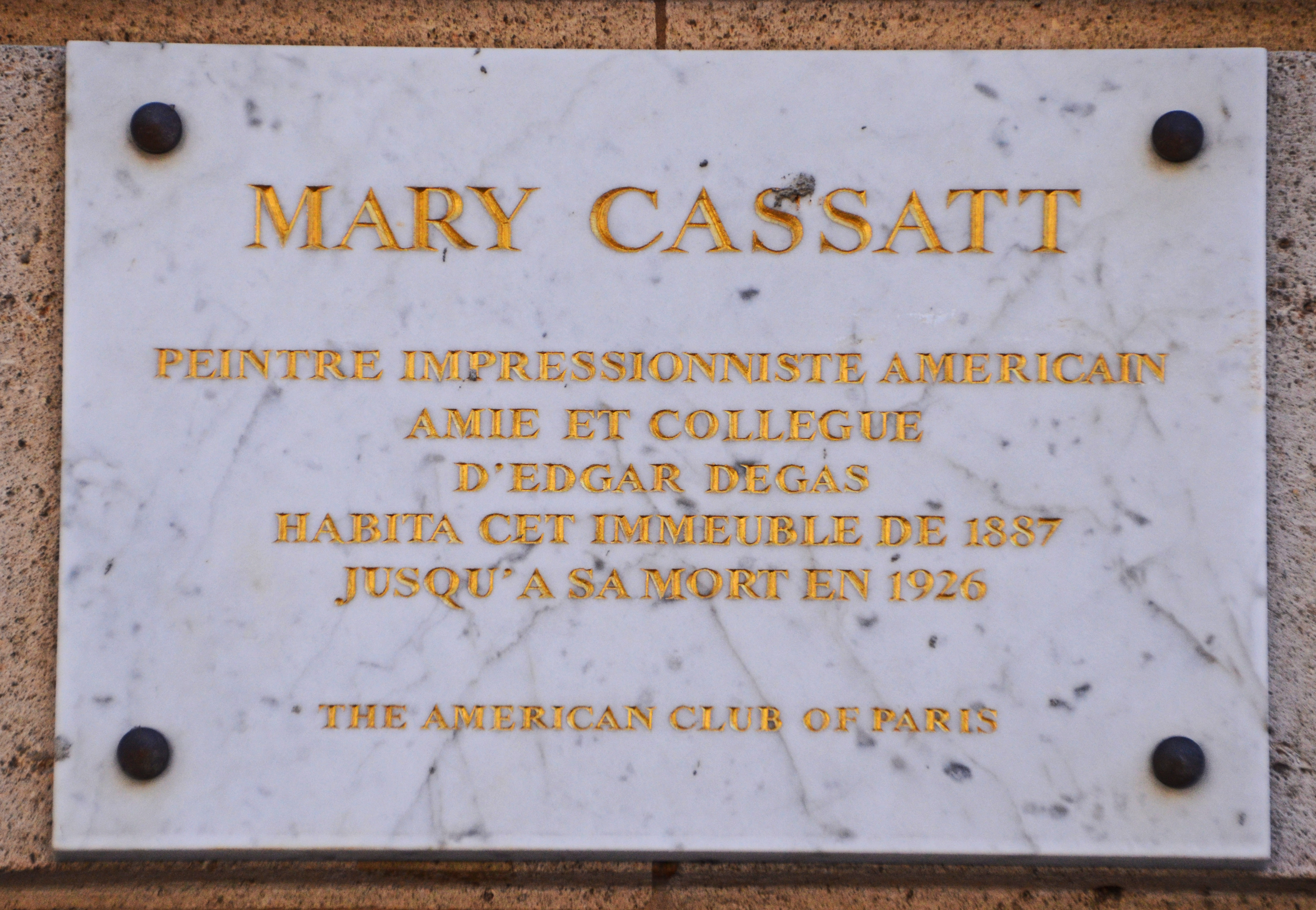
Мемориальная доска, Рю-де-Мариньян, 10.